# ديفيد أ. هيرن
ديفيد أ. هيرن هو سياسي كندي، ولد في 14 فبراير 1853 في Arichat, Nova Scotia ‏ في كندا، وتوفي في 9 مارس 1920 في سيدني ‏ في كندا بسبب ذات الرئة. نشط حزبياً في Liberal-Conservative Party ‏. وقد انتخب عضو مجلس نواب نوفا سكوشا ‏.